# Episodi di Loro (prima stagione)
La prima stagione della serie televisiva Loro, sottotitolata Il patto (Covenant) e composta da dieci episodi, è stata pubblicata su Prime Video il 9 aprile 2021.
In Italia la versione doppiata della stagione è stata interamente distribuita il 23 luglio 2021.
| nº | Titolo originale | Titolo italiano    | Pubblicazione USA | Pubblicazione Italia |
| -- | ---------------- | ------------------ | ----------------- | -------------------- |
| 1  | Day 1            | Giorno 1           | 9 aprile 2021     | 23 luglio 2021       |
| 2  | Day 3            | Giorno 3           | 9 aprile 2021     | 23 luglio 2021       |
| 3  | Day 4            | Giorno 4           | 9 aprile 2021     | 23 luglio 2021       |
| 4  | Day 6            | Giorno 6           | 9 aprile 2021     | 23 luglio 2021       |
| 5  | Covenant I.      | Il patto 1         | 9 aprile 2021     | 23 luglio 2021       |
| 6  | Day 7: Morning   | Giorno 7 - Mattino | 9 aprile 2021     | 23 luglio 2021       |
| 7  | Day 7: Night     | Giorno 7 - Notte   | 9 aprile 2021     | 23 luglio 2021       |
| 8  | Day 9            | Giorno 9           | 9 aprile 2021     | 23 luglio 2021       |
| 9  | Covenant II.     | Il patto 2         | 9 aprile 2021     | 23 luglio 2021       |
| 10 | Day 10           | Giorno 10          | 9 aprile 2021     | 23 luglio 2021       |